# Souvenir d'oubliette
Souvenir d'oubliette (Oubliette) est le 8e épisode de la saison 3 de la série télévisée X-Files. Dans cet épisode, Mulder et Scully enquêtent sur l'enlèvement d'une adolescente reliée psychiquement à une femme qui avait été elle-même enlevée il y a de nombreuses années.

## Résumé
À Seattle, le photographe Carl Wade devient obsédé par la jeune Amy Jacobs, quinze ans, après avoir pris sa photographie dans son école. Il l'enlève une nuit sous les yeux de sa petite sœur. Au même instant, Lucy Householder, employée dans un restaurant rapide, s'évanouit. Mulder s'investit personnellement dans cette affaire qui lui rappelle l'enlèvement de sa sœur Samantha. Il découvre que Lucy a été enlevée vingt ans auparavant et est restée enfermée cinq ans dans une cave avant de pouvoir s'échapper. Il apparaît que Lucy et Amy sont reliées psychiquement et que tout ce qui arrive à l'adolescente arrive aussi à Lucy. Celle-ci est néanmoins trop effrayée pour vouloir aider Mulder.

## Distribution
- David Duchovny : Fox Mulder
- Gillian Anderson : Dana Scully
- Tracey Ellis : Lucy Householder
- Michael Chieffo : Carl Wade
- Jewel Staite : Amy Jacobs
- Ken Ryan : Walter Eubanks

## Accueil

### Audiences
Lors de sa première diffusion aux États-Unis, l'épisode réalise un score de 10,2 sur l'échelle de Nielsen, avec 17 % de parts de marché, et est regardé par 15,90 millions de téléspectateurs.

### Critique
L'épisode recueille des critiques globalement favorables. Sarah Stegall, du site Munchkyn Zone, lui donne la note de 5/5. Le site Le Monde des Avengers lui donne la note de 4/4. Dans leur livre sur la série, Robert Shearman et Lars Pearson lui donnent la note de 5/5. Paula Vitaris, de Cinefantastique, lui donne la note de 3,5/4.
Todd VanDerWerff, du site The A.V. Club, lui donne la note de B+. John Keegan, du site Critical Myth, lui donne la note de 7/10. Le magazine Entertainment Weekly lui donne la note de B-.